# 米谷佳晃
米谷 佳晃（）は、日本のアートクリエイター。アート・サークルMUTANTS代表。

## 人物・来歴
1968年に『少年マガジン』誌上で行われた怪獣デザインの公募企画を通じて前衛美術家の高山良策と知り合い、彼の工房「アトリエMay」に出入りするようになる。
1970年よりアートクリエイターと称し、円谷プロダクションや東映など、テレビ・映画で企画やキャラクター創造、特殊美術デザイン、論評を担当。『ウルトラセブン』（1969年）における講談社主催の怪獣デザイン募集企画に、アートサークルMUTANTSの一員として多数の作品を応募したことで、円谷プロから注目され、高山の勧めで『帰ってきたウルトラマン』（1971年）の第3クール前後から、本格的に怪獣デザインを手掛けることになり、怪獣デザイナーとして公式にクレジットされる。それまでのウルトラシリーズでは美術スタッフが怪獣デザインも手がけていたため、同シリーズで初の外部の人間による専任デザイナーとなった。
『ミラーマン』（1971年）や『ジャンボーグA』（1973年）などの円谷作品を経て、矢島信男主宰の特撮研究所で『正義のシンボル コンドールマン』（1975年）のヒーローデザインを手掛けた後に、企画段階の東宝映画『ゴジラvsビオランテ』（1989年）にも参加し、ビオランテの検討用デザイン（実質的なデザイン原案）を手掛けたこともあった。また、テレビやネット番組などの構成ブレーンや各種イベント、出版などに協力、テーマパークの世界に精通しており、博物館や動物園などの展示プロデュースやサーカスのショー開発などのアドバイザーも務めている。
SSP日本自然科学写真協会にも創立時から参加。現在も会員である。

## 参加作品
- 帰ってきたウルトラマン
- ミラーマン
- 緊急指令10-4・10-10
- 怪獣大奮戦 ダイゴロウ対ゴリアス
- ジャンボーグA
- キカイダー01（ノンクレジット）
- 正義のシンボル コンドールマン（ノンクレジット）
- ゴジラvsビオランテ

## キャラクターデザイン
1971 - 1972年『帰ってきたウルトラマン』
- 八つ切り怪獣グロンケン[5][6]
- 台風怪獣バリケーン[6]
- やどかり怪獣ヤドカリン[6]
- 囮怪獣プルーマ[6]
- 宇宙怪人ゼラン星人[6]
- 合成怪獣レオゴン[6][注釈 1]
- 光怪獣プリズ魔（検討稿）[6]

1971 - 1972年『ミラーマン』
- 鋼鉄竜アイアン[8]
- 火炎怪獣キティファイヤー[8]
- 暗黒怪獣 ダークロン[8][注釈 3]
- ロボット怪鳥インベラー[8]
- 黄金怪人ゴールドサタン[8]
- 火焔怪人 ザイラス[8]
- ロボット怪獣 ノア[8]
- 宇宙怪獣 キングザイガー[8]
- 人形怪獣 キンダー[8]
- 透明怪獣カメレゴン[8]
- 古代恐竜アロザ[8]
- 植物怪獣ビッグアイ[9][10][8]
- 原始怪獣スフェノドン[11][10][8]
- 液体怪獣 タイガン[8]
- 液体生物[8]
- 月面怪獣キング・ワンダー[8]
- 土星怪獣アンドロザウルス[8]

- 冷凍怪獣 コールドン（検討デザイン）[8]
- 妖怪怪獣ダストパン[8]
- 宇宙大蛇スネークキング[8]
- 針地獄怪獣 ハリゴジラ[8]
- 殺し屋怪獣キーラゴン[12][13][8]
- 巨大星獣ゴルゴザウルス[8]
- 巨大星獣マヤザウルス[8]
- 異次元モグラ アリゲーダー[8]
- 海洋汚染怪獣 シーキラザウルス[8]
- 巨大双頭怪獣 ペアモンスキング[8]
- 弾丸怪獣 スモークネス[8]
- 異次元昆虫 モグラキング[8]
- 土星怪獣アンドロザウルスJr.[8]
- 巨大双頭怪獣 ペアモンスキングβ[8]

- 巨大星獣ゴルゴザウルスβ[8]
- 巨大星獣マヤザウルスβ[8]
- 彗星怪獣 ハレージャック[8]
- 妖怪怪獣 マグマゴン[8]
- 怪奇大怪獣 サンガーニ[8]
- 暗闇怪獣 シャドウモンス[8]
- 異次元昆虫 テロリンガ[8][注釈 4]
- 異次元幽霊怪獣ゴースト[17][13][8]
- 巨大宇宙怪獣 ボアザウルス[8]
- 改造怪獣 ギランダー[8]
- 吸盤怪獣 イエズ[8]
- 電気怪獣 エレキザウルス[8]
- 角獣 デッドキング[8]
- ミラーマン弟（未登場）[8]
- 地底怪獣 ダット（未登場）[8]
- 偽造複身怪獣 ジェリ（未登場）[8]
- 兄弟怪獣 ソロモンキングI世・II世（未登場）[8]

1972年『緊急指令10-4・10-10』
- 植獣 ダーリングウツボ[19]
- 地底怪獣 アルフォン[19]
- アマゾンの吸血鬼[19]
- どろ人間 ダムラー[19]
- ねずみ怪獣 ネズギラー[19]
- 人喰いナメクジ[19]
- ネッシー（未登場）[19]

1972年『怪獣大奮戦 ダイゴロウ対ゴリアス』（検討用デザイン）
- ダイゴロウ
- ゴリアス
- ダイゴロウのママ（母）

1973年『ファイヤーマン』
- 惑星怪獣 ブラッカー[21]

1973年『ジャンボーグA』
- ジャンボーグA
- PAT隊員服
- エメラルド星人
- グロース星人[23]
  - グロース星人（強化型）[23]
- アンチゴーネ[23]
- マッドゴーネ[23]
- サタンゴーネ[23]
- デモンゴーネ[23]
- 巨腕怪獣 キングジャイグラス[23]
- サーベル怪獣ルバンガーキング[23]
- 毒煙怪獣 チタンガー[23]
- 巨大ロボット ジャイアント・ロボット（ゼロ）[23]
- パンダ怪獣デスコングキング[23]

- 一つ目サイボーグ モンスロボ[24][23]
- 再生怪獣 キングテッドゴン[24][23]
- 怪鳥 グラスキング[24][23]
- サイボーグロボット フライトキング[23]
- 宇宙蝎 キングジンジャー[23]
- ドクロ怪獣 ドクロスキング[23]
- マント怪獣 ゴールデンアーム[23]
- 火炎怪獣 デッドファイヤー[23]
- 宇宙植物マッドフラワー[23]
- サイボーグ植物マッドサタン[24][23]
- サイボーグ恐竜 マイティグロース[23]
- 魔女怪獣 デモンスター[23]
- 冷凍怪獣 フリーザーキラー[23]
- 合体怪獣 アントロン[23]
- 水爆怪獣 バレンタイン[23]
- ダンプ怪獣 ダンプコング[23]

- 霊媒怪獣ウータン[23]
- 凶悪破壊獣テロキング[24][23]
- 神輿怪獣 ストーンキング[23]
- サイボーグ海獣 ガメレオンキング[23]
- 黄金サイボーグ ガイアグネス[23]
- ノンビリ怪獣ノンビリゴン[23]
- 強敵ロボット ジャンキラー[23]
- 怪獣ロボットエアドルメン[23]
- 偽装サイボーグ にせジャンボーグA[23]
- 双子怪獣 ダブルキラー[23]
- アルマジロ怪獣 アルマジゴン[23]
- グロース蝶獣 バタフライング[23]
- クサリ怪獣 ゴールドドラゴン（NGデザイン）
- ゴールドスネーク[23]

- 幻霊怪獣 オロロンガー[23]
- 怪鳥サイボーグ エレキバード[23]
- コマンド怪獣 ケンダウルス[23]
- 混血怪獣デスムーン[23]
- ドクロ怪人スケルトン[23][23]
- 宇宙魔女 ババラス[23][注釈 6]
- 変身ロボット オネストキング[23][注釈 6]
- 強敵ロボット ジャンキラーJr.[23]
- 鏡怪獣ミラーコング[23]
- 砂嵐怪獣 キングビートル[23]
- アトランティク-5（未登場）
- レッドアロー（未登場）
- ホエール1号（未登場）
- ダークゴーネ（未登場）[23]
- 時喰怪ロボット タイムコング（未登場）[23]

1973年『キカイダー01』
- インクスミイカ
- ビッグゴリラ
- ミニゴリラ
- キチガイバト[注釈 7]

1975年『正義のシンボル コンドールマン』
- コンドールマン（修正指示）
- ゴールデンコンドル
- ドラゴンコンドル

その他
- ゴジラvsビオランテ - ビオランテデザイン案（ノンクレジット）[1]
- ゴッドアラジン - 円谷プロダクションの未制作企画。
- デビルマンタ[28] - 1970年代後半に企画された東映の怪獣映画。1977年の『スター・ウォーズ』ブームで『宇宙からのメッセージ』に企画変更された[29]。

## 著書
- 『華麗なる円谷特撮デザインの世界 ミラーマン☆ジャンボーグA  米谷佳晃デザインワークス 1971〜1973』講談社、2014年4月14日。ISBN 978-4-06-364953-6。

## 雑誌連載
- まんだらけZENBU 『怪獣デザインは、キャラクタービジネスの始まりだった…』（No.30〜33まで）
- まんだらけZENBU「特撮★四方八方」

## その他
- 「野生動物大百科」（ケイブンシャ） - イラスト担当
- 東宝チャンピオンまつり - 企画、宣伝などに協力[30]。